# Naissance en 1044
Naissance
- 1040
- 1041
- 1042
- 1043
- 1044
- 1045
- 1046
- 1047
- 1048

Cette page dresse une liste de personnalités nées au cours de l'année 1044 :
- Abagelard de Hauteville, prince normand d'Italie.
- Brynjólf Úlfaldi (es), viking (Norvège)

date incertaine
- 1041[1]/1044[2] : Al-Baghawi, célèbre exégète musulman d'origine persane, un savant du hadith, un juriste (Faqih) Chaféite et un théologien Ash'arite.